# No me digas que no (canción de Enrique Iglesias)
«No me digas que no» es una canción interpretada por el cantante español Enrique Iglesias, lanzado como segundo sencillo en español y cuarto en general de su primer álbum bilingüe, Euphoria. Fue producido por RedOne e interpolates, también cuenta con la colaboración del dúo de reguetón Wisin & Yandel. Fue lanzado como sencillo promocional el 21 de junio de 2010. La canción fue lanzada en estaciones de radio el 19 de octubre de 2010.

## Antecedentes
En el álbum, se incluyen dos versiones de la canción, una versión con Iglesias solo, y una versión remezclada con el dúo con la que Iglesias ha colaborado en otras dos canciones. Ambas versiones tienen un ritmo diferente por completo. La canción fue escrita por él mismo y Descemer Bueno, y la versión remix tiene letras adicionales de Wisin & Yandel, Ernesto Padilla, más conocido como Nesty "La Mente Maestra" y Víctor Martínez.

## Recepción

### Recepción de la crítica
Leila Cobo de Billboard, dijo en relación con la canción que "él (Iglesias) salta a la danza con los pies y evita el dúo de reguetón a favor del club de ritmos uptempo".

### Lista de posiciones
En la semana del 4 de diciembre de 2010, la canción debutó en el número 34 en el Billboard Latin Pop Airplay. Haciendo su entrada 28 al Latin Pop Airplay chart. En la semana del 18 de diciembre de 2010, la canción debutó en el número # 40 en el Billboard Latin Songs, también entró en el top veinte en el Billboard Tropical y en el Top 20 de México.

## Presentación en vivo
Iglesias interpretó la canción haciendo una mezcla de dos, comenzando con "No me digas que no" junto al dúo, y terminando con su gran éxito "I Like It", durante la 11 ª Entrega Anual de los Premios Grammy Latinos en el Centro de Convenciones del Hotel Mandalay Bay el 11 de noviembre de 2010 en Las Vegas, Nevada.

## Video musical

### Desarrollo
El video musical de la canción fue filmado en Los Ángeles, dirigido por Jessy Terrero y producido por Josh Goldstein. Dos versiones del vídeo fueron filmadas, una para la versión con Wisin & Yandel, y otro para la versión alternativa de Iglesias solamente. Se estrenó a través de la página web del cantante el 18 de noviembre de 2010.

### Sinopsis
El video comienza con Iglesias en un coche por las calles, mientras que una mujer conduce. Cuando la canción comienza, se muestra a Iglesias junto a Wisin & Yandel en un cuarto oscuro con luces brillantes. Cuando el coro de la canción comienza, Iglesias, tiene una copa sentado en una silla en un club nocturno, mientras se muestra Wisin cantando sus versos en la discoteca. A través del video, Wisin & Yandel cantan la canción en diferentes tomas de cámara. En la última parte del video, Iglesias se vuelve a ver con la mujer que conducía el coche, y con el último verso de Yandel termina el video.

## Lista de posiciones
| Lista (2010)                          | Posición máxima |
| ------------------------------------- | --------------- |
| México Airplay Chart                  | 14              |
| EU Latin Songs (Billboard)            | 1               |
| EU Latin Tropical Airplay (Billboard) | 2               |